# エクスプロイテッド
ジ・エクスプロイテッド（The Exploited）は、スコットランド出身の パンク・ロックバンド。 
オリジナル・パンクを継承した1980年代のスタイル「ハードコア・パンク」において、最初期から活動している代表的グループの一つ。

## 概要
1979年、元軍人のワッティー・バカンによって首都エディンバラで結成。1981年3月にシークレット・レコードと契約し、 デビューEP『アーミー・ライフ』をリリース。アルバム『パンクス・ノット・デッド』も同年にリリースされた。メンバーの度重なる入れ替わりにもかかわらず2000年代に入っても活動を継続しており、世界規模でファンを獲得している。
2014年、主宰を務めるワッティー・バカンが、心臓発作の疾患のためバイパス手術を受けた。これでライヴ活動が可能となってはいたが、2017年にはライヴ中に発作で倒れ病院に搬送。症状が悪化している事が伝えられている。

## メンバー

### 現ラインナップ
- ワッティー・バカン　Walter "Wattie" Buchan - ボーカル (1979– )
- スティード　Robby "Steedo" Davidson - ギター (2001–2007, 2016– )
- アイリッシュ・ロブ　Robert "Irish Rob" Halkett - ベース (2003– )
- ウィリー・バカン　Wullie Buchan- ドラムス (1983–1989, 1991– )

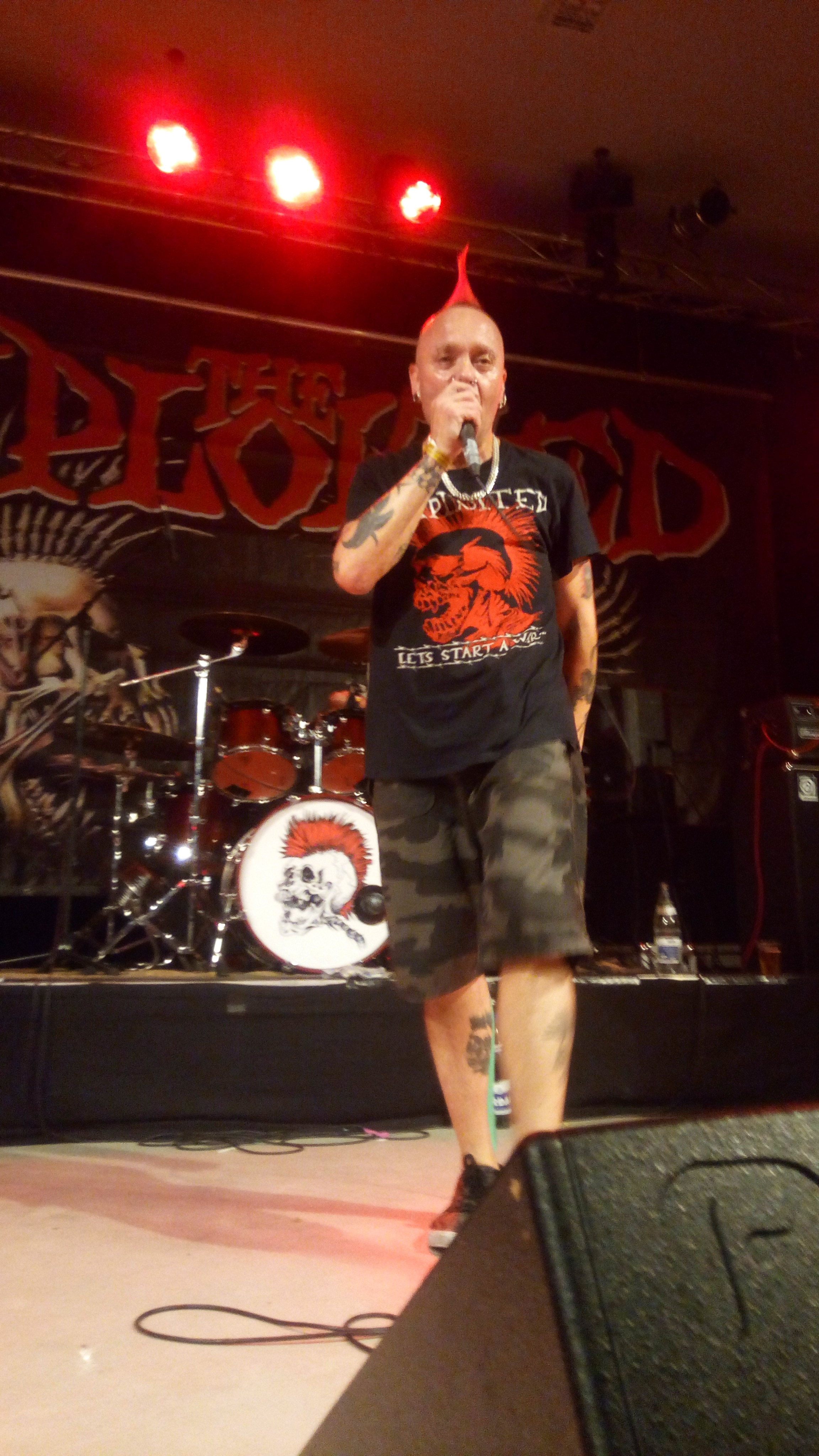
ワッティー・バカン(Vo) 2018年
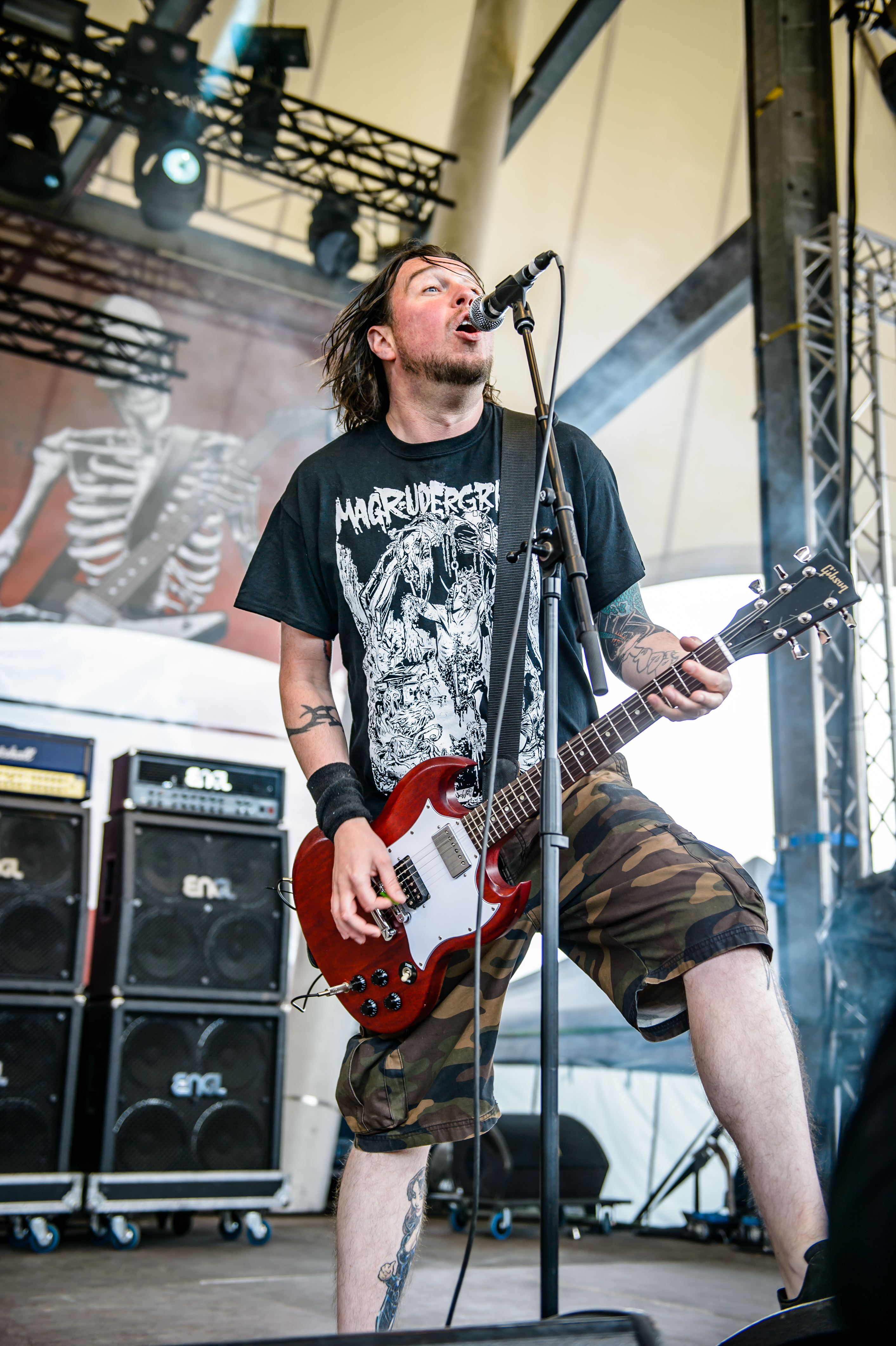
スティード(G) 2016年
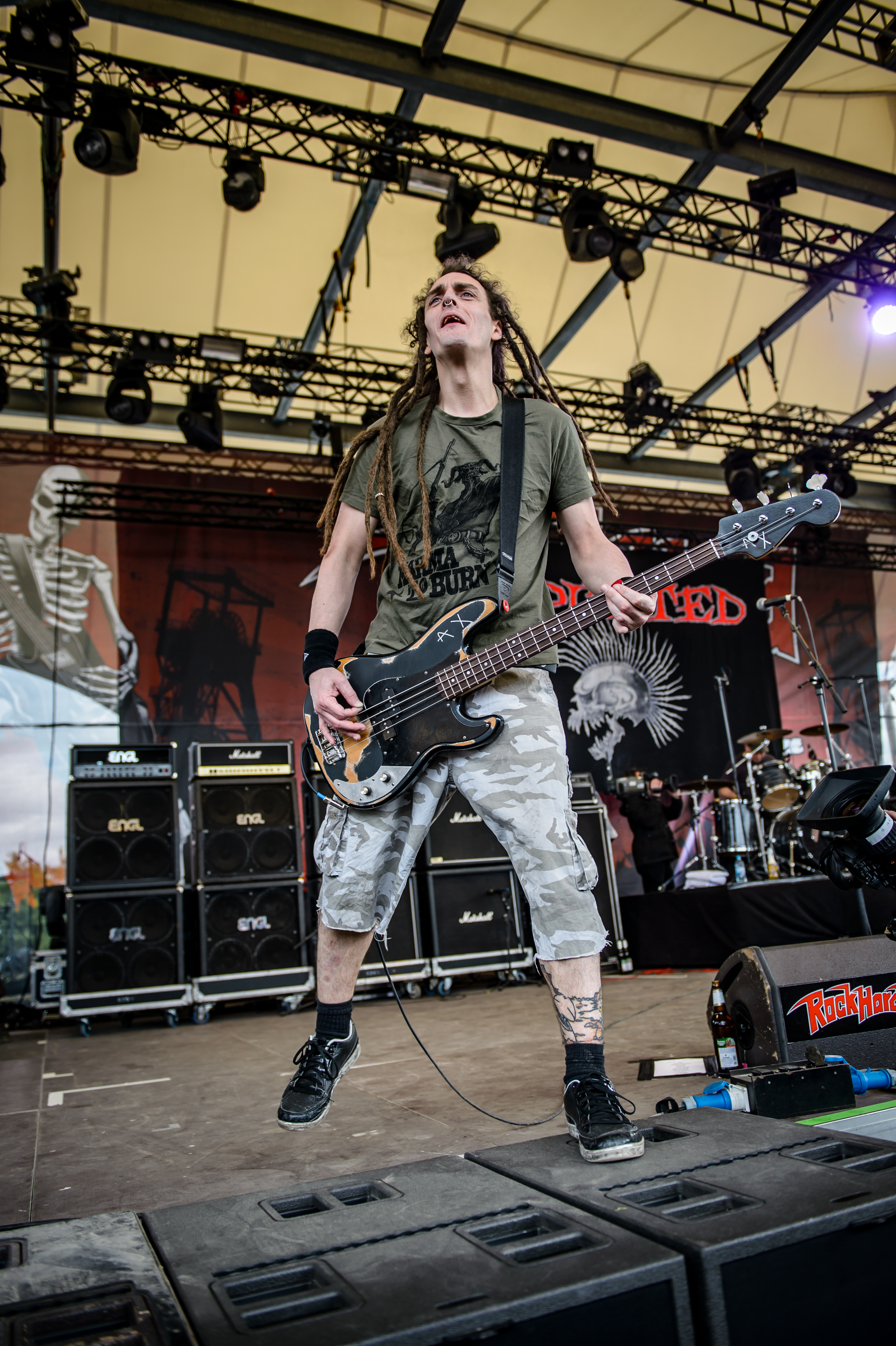
アイリッシュ・ロブ(B) 2016年

### 旧メンバー

#### ボーカル
- テリー・バカン（1979年）

#### ギター
- ヘイボーイ（スティーヴ）（1979 –1980年） -「アーミー・ライフ」の作曲と最初の歌詞の作詞を手がけた。
- ビッグ・ジョン・ダンカン aka Jeff le Rennais（1980 – 1983年）
- カール “エッグヘッド” モーリス（1983–1985年）
- マッド・ミック（1985年）
- ニグ（ニゲル・スワンソン）（1987 – 1989年）
- ゴグス（ゴードン・バルフォア）（1989 – 1991年）
- フラッツ（フラスター・ロセッティ）（1991 – 1995年）
- アルフ（アーサー・ダルリンプル）（1990年）
- ジェイミー・ バカン（1995 – 1996年）
- ロビー "スティード" デイヴィッドソン（2001 – 2007年）
- ガヴ・リトル（2007 – 2008年）
- マット・マクガイア（マット・ジャスティス）（2008 - 2011年, 2013–2016年）
- トミー・コンクリート（2011–2012）

#### ベース
- マーク・パトリツィオ（1979 – 1980年）
- ゲイリー・マコーマック（1980 – 1983年）
- ビリー・ダン（1983 – 1984年、1996 – 1997年）
- ウェイン・  ティアズ（1984 – 1985、1986年）
- “デプトフォード ” ジョン・アーミテージ（1985 – 1986年）
- トニー・ロッキエイ（1986 – 1987年）
- スミークス（マーク・スメリー）（1987 – 1993年）
- ジム・グレイ（1993 – 1996年）
- デイヴィー（デイヴ・ペギー）（2002 – 2003年）
- ミキー（2003 – 2005年?）

#### ドラムス
- ジンボ（ジム・パーク）（1979年）
- グレン・キャンベル (Dru M Stix)（1979 – 1982年）
- ダニー・ヒートリー（1982年）
- スティーヴ・ロバーツ（1982年）（アルバム『トゥループス・オブ・トゥモロー』）
- ダギー・マッキャン（1986 – 1987年）
- トニー・マーティン（1989 – 1991年）
- ライナー（1997年）
- ダニエル・リンチ（1998 – 2000年）
- ラン・パーディ（パド）（1991 – 1992年）

## ディスコグラフィ

### スタジオ・アルバム
- 『パンクス・ノット・デッド』- 1981年
- 『トゥループス・オブ・トゥモロー』- 1982年
- 『レッツ・スタート・ア・ウォー』- 1983年
- 『ホラー・エピックス』- 1985年
- 『デス・ビフォア・ディスオナー』- 1987年
- 『ザ・マサカー』- 1990年
- 『ビート・ザ・バスターズ』- 1996年
- 『ファック・ザ・システム』- 2002年

### シングル
- 「アーミー・ライフ」- 1980年 (EP)
- 「エクスプロイテッド・バーミー・アーミー」- 1980年 (EP)
- 「ドッグズ・オブ・ウォー」- 1981年
- 「デッド・シティーズ」- 1981年 (EP)
- 「アタック/オルタナティブ」- 1982年
- 「コンピューターズ・ドント・ブランダー」- 1982年
- 「トゥループス・オブ・トゥモロー」- 1982年
- 「ライバル・リーダーズ」- 1983年 (EP)

### スプリット・アルバム
- ドント・レット・エム・グリッド・ユー・ダウン（W/アンチ・パスティ）- 1981年
- ブリタニア・ウェイヴズ・ザ・ルールズ（W/クロン・ジェン、ライオット）- 1982年
- アポカリプス・パンク・ツアー 1981（W/ザ・アンチ‐ノーウェア・リーグ、クロン・ジェン、アンチ・パスティ、ディスチャージ）- 1992年

### ライブ・アルバム
- 『オン・ステージ』- 1981年
- 『アポカリプス・ツアー（リミテッド・エディション）』- 1981年
- 『ライブ・アット・ホワイトハウス』- 1985年
- 『ライブ・アンド・ラウド』- 1987年
- 『ライブ・ルード・ラスト』- 1989年
- 『ドント・フォゲット・ザ・ケイオス』- 1992年
- 『ライブ・イン・ジャパン』- 1994年
- 『ライブ・アット・ザ・ホワイトハウス』- 1996年

### EP
- 『ジーザス・イズ・デッド』- 1986年 (12")
- 『ウォー・ナウ』- 1988年 (12")

### ミュージック・ビデオ
- ドッグズ・オブ・ウォー（1981年）
- ファック・ザ・USA（1982年）
- トゥループス・オブ・トゥモロー（1982年）
- セクシャル・フェイバース（1987年）
- ウォー・ナウ（1988年）
- ビート・ザ・バスターズ（1996年）
- ケイオス・イズ・マイ・ライフ（2003年）
- ネヴァー・セル・アウト（2003年）
- ユア・ア・ファッキング・バスタード（2003年）

### ビデオグラフィ
- ライブ・アット・パーム・コーヴ - 1983年
- セクシャル・フェイバース - 1987年
- ジ・エクスプロイテッド: 83-87 - 1993年
- ライブ・イン・ジャパン - 1993年
- アライブ・アット・リーズ - 1995年
- ロックンロール・アウトローズ - 1995年
- ブエノスアイレス 93 - 1996年
- ビート・エム・オール - 2004年

### ベスト盤
- 『トータリー・エクスプロイテッド』- 1984年
- 『キャッスル・マスターズ・コレクション』- 1990年
- 『アポカリプス '77』- 1992年
- 『シングルズ・コレクション』- 1993年
- 『デッド・シティーズ』- 2000年
- 『パンク・シングルズ&レアリティーズ 1980-83』- 2001年
- 『ザ・ベスト・オブ・エクスプロイテッド - トゥエンティ・ファイブ・イヤーズ・オブ・アナーキー・アンド・ケイオス』- 2004年
- 『コンプリート・パンク・シングルズ・コレクション』- 2005年

### コンピレーション・アルバム
- 『オイ!・ジ・アルバム』- 1980年
- 『ローズ・オブ・オイ!』- 1997年